# 奥尔-埃肯施维克
奥尔-埃肯施维克（德語：Oer-Erkenschwick，發音：[ˌoːɐ̯ˈʔɛʁkn̩ʃvɪk]）是德国北莱茵-威斯特法伦州明斯特行政区雷克灵豪森县的城市，面积38.66平方千米，2023年12月31日人口为31,918人。

## 友好城市
奥尔-埃肯施维克与以下城市结为友好城市：
- 土耳其 阿拉尼亚
- 法國 阿吕安
- 斯洛維尼亞 科切維市鎮
- 德国 吕伯瑙
- 英格兰 北泰因賽德
- 波蘭 普涅维市镇（英语：Gmina Pniewy, Greater Poland Voivodeship）